# Yumin Abbadini
Yumin Abbadini (Bergamo, 6 maggio 2001) è un ginnasta italiano, vincitore di quattro medaglie europee con la squadra e bronzo all around europeo nel 2024..

## Biografia
Il padre è italiano, la madre di origine cinese è nata a Zhejiang. Ha studiato presso il Liceo Scientifico "Edoardo Amaldi" di Alzano Lombardo e dal 2010 ha iniziato ad allenarsi presso la Ginnastica Meda, accompagnato quotidianamente dalla madre dopo la scuola. Intrattiene una relazione sentimentale con la ginnasta Elisa Iorio.

### Carriera
I suoi club sono stati l'Eala Ginnastica Artistica Alzano e il Pro Carate. 
Si è messo in mostra a livello giovanile ai europei di Glasgow 2018, dove ha vinto il bronzo nel concorso a squadre junior. 
È stato convocato agli europei di Monaco di Baviera 2022, dove ha vinto l'argento nella gara a squadre, con Nicola Bartolini, Lorenzo Casali, Andrea Cingolani e Matteo Levantesi.
Ai campionati italiani assoluti di Napoli 2022 ha vinto il titolo nazionale nel concorso individuale e nella sbarra, oltre alla medaglia di bronzo nel cavallo con maniglie.
Ha partecipato ai mondiali di Liverpool 2022.
Agli europei di Adalia 2023 ha ottenuto l'oro nel concorso a squadre, con Lorenzo Casali, Marco Lodadio, Mario Macchiati e Matteo Levantesi, la prima medaglia della storia per la nazionale italiana. Nello stesso anno, Abbadini conquista il sesto posto nel concorso generale individuale ai mondiali qualificanti di Anversa, risultato che non arrivava dal quinto posto di Jury Chechi ai mondiali di Indianapolis del 1991.
Nel 2024, viene convocato per i campionati europei di Rimini, insieme ai compagni Lorenzo Casali, Matteo Levantesi, Marco Lodadio, Mario Macchiati e Salvatore Maresca. In questa occasione vince una storica medaglia di bronzo nel concorso generale (l’ultimo prima di lui era stato di nuovo Jury Chechi nel 1990), e il bronzo con la squadra, classificandosi inoltre settimo nella finale alla sbarra.
Ha rappresentato l'Italia ai Giochi olimpici estivi di Parigi 2024, dove si è classificato sesto con la squadra (miglior piazzamento da Barcellona 1992) e undicesimo all-around.
Nel 2025 partecipa ai Campionati Europei a Lipsia, vincendo il bronzo con la squadra.

## Palmarès
- Europei

Monaco 2022: argento nel concorso a squadre;
Rimini 2024: bronzo nel concorso individuale; bronzo nel concorso a squadre;
Antalya 2023: oro nel concorso a squadre;
- Europei junior

Glasgow 2018: bronzo nel concorso a squadre;

### Campionati italiani
- Campionati italiani assoluti

Meda 2019: bronzo nella sbarra;
Napoli 2020: bronzo nel cavallo con maniglie;
Napoli 2021: bronzo nel cavallo con maniglie
Napoli 2022: oro nel concorso individuale; oro nella sbarra; bronzo nel cavallo con maniglie;
Padova 2023: argento nel concorso individuale;